# 福島県立遠野高等学校
福島県立遠野高等学校（ふくしまけんりつ とおのこうとうがっこう）は、福島県いわき市遠野町上遠野にあった公立の高等学校。福島県立いわき湯本高等学校への統合により、2021年度をもって閉校した。

## 概要
1948年（昭和23年）に地域住民の協力をえて福島県立磐城農業高等学校上遠野分校として開校した。1963年には福島県立遠野高等学校として独立した。
2022年には、福島県立湯本高等学校と統合して福島県立いわき湯本高等学校が開校した。

## 設置学科
- 全日制課程
  - 普通科

## 沿革
- 1948年（昭和23年）4月1日 - 福島県立磐城農業高等学校上遠野分校として開校[1]。
- 1963年（昭和38年） - 福島県立磐城農業高等学校上遠野分校から福島県立遠野高等学校として分離創立。
- 1984年（昭和59年） - 新校舎を落成[2]。
- 2022年（令和4年）
  - 3月31日 - 当校と福島県立湯本高等学校を統合した福島県立いわき湯本高等学校が開校することにより、閉校[1][3]。
  - 4月1日 - 福島県立いわき湯本高等学校遠野校舎に移行[4]。
- 2024年（令和6年）
  - 2月28日 - お別れ会を開催[2]。
  - 3月31日 - 遠野校舎を廃止[2]。

## 進路概況
おもに就職者が半数を占めた。進学は、専門学校に行く者が多かった。四年制大学はほぼ、指定校推薦で合格している。

## 部活動

### 運動部
- サッカー部
- バレ一部
- バドミントン部

### 文化部
- 合唱部
- 商業研究部
- 卓球部
- 百人一首同好会

## アクセス
- JR常磐線植田駅・湯本駅より新常磐交通バス利用上遠野バス停下車
  - 2007年9月まではJR水郡線磐城石川駅より福島交通バス利用の手段もあったが、路線が廃止されている。

## 出身者
- 伊東美咲 - 女優（大阪府の千代田高等学校へ転校）